# Фінал Кубка володарів кубків 1972
Фінал Кубка володарів кубків 1972 — футбольний матч для визначення володаря Кубка володарів кубків УЄФА сезону 1971/72, 12-й фінал змагання між володарями національних кубків країн Європи. 
Матч відбувся 24 травня 1972 року у Барселоні за участю фіналіста Кубка Шотландії 1970/71 «Рейнджерса» та володаря Кубка СРСР 1970 «Динамо (Москва)». Гра завершилася перемогою шотландів з рахунком 3-2, які здобули свій перший титул володарів Кубка володарів кубків.

## Шлях до фіналу
| Рейнджерс          | Рейнджерс | Рейнджерс   | Рейнджерс      | 1971/72      | Динамо          | Динамо       | Динамо      | Динамо         |
| ------------------ | --------- | ----------- | -------------- | ------------ | --------------- | ------------ | ----------- | -------------- |
| Суперник           | Результат | Перший матч | Повторний матч | Раунд        | Суперник        | Результат    | Перший матч | Повторний матч |
| Ренн               | 2–1       | 1–1 (Г)     | 1–0 (Д)        | Перший раунд | Олімпіакос      | 3–2          | 2–0 (Г)     | 1–2 (Д)        |
| Спортінг (Лісабон) | 6–6 (ч)   | 3–2 (Д)     | 3–4 (Г)        | Другий раунд | Ескішехірспор   | 2–0          | 1–0 (Г)     | 1–0 (Д)        |
| Торіно             | 2–1       | 1–1 (Г)     | 1–0 (Д)        | 1/4 фіналу   | Црвена Звезда   | 3–2          | 2–1 (Г)     | 1–1 (Д)        |
| Баварія            | 3–1       | 1–1 (Г)     | 2–0 (Д)        | 1/2 фіналу   | Динамо (Берлін) | 2–2 пен. 4–1 | 1–1 (Г)     | 1–1 (Д)        |

## Деталі
| 24 травня 1972 |

| Рейнджерс                   | 3:2      | Динамо (Москва)            |
| --------------------------- | -------- | -------------------------- |
| Стейн 23' Джонстон 40', 49' | Протокол | Ештреков 60' Маховиков 87' |

| Камп Ноу, Барселона Глядачів: 24 701 Арбітр: Хосе Марія Ортіс де Мендібіль |

| Рейнджерс | Динамо |

| В                |  | Пітер Макклой      |
| З                |  | Сенді Джардін      |
| З                |  | Віллі Матіесон     |
| З                |  | Джон Грейг (к)     |
| З                |  | Дерек Джонстон     |
| ПЗ               |  | Дейв Сміт          |
| ПЗ               |  | Томмі Маклін       |
| ПЗ               |  | Алфі Конн-молодший |
| ПЗ               |  | Алекс Макдональд   |
| Н                |  | Колін Стейн        |
| Н                |  | Віллі Джонстон     |
| Запасні:         |  |                    |
| В                |  | Герхард Нееф       |
| З                |  | Джим Денні         |
| ПЗ               |  | Енді Пенмен        |
| Н                |  | Грем Файф          |
| Н                |  | Дерек Парлейн      |
| Головний тренер: |  |                    |
| Віллі Вадделл    |  |                    |

| В                |  | Володимир Пільгуй    |  |     |
| З                |  | Володимир Басалаєв   |  |     |
| З                |  | Олег Долматов        |  |     |
| З                |  | Валерій Зиков (к)    |  |     |
| З                |  | Володимир Долбоносов |  | 69' |
| ПЗ               |  | Євген Жуков          |  |     |
| ПЗ               |  | Йожеф Сабо           |  |     |
| ПЗ               |  | Олександр Маховиков  |  |     |
| Н                |  | Анатолій Байдачний   |  |     |
| Н                |  | Андрій Якубик        |  | 56' |
| Н                |  | Генадій Єврюжихін    |  |     |
| Запасні:         |  |                      |  |     |
| В                |  | Микола Гонтар        |  |     |
| З                |  | Сергій Нікулін       |  |     |
| ПЗ               |  | Володимир Ештреков   |  | 56' |
| Н                |  | Михайло Гершкович    |  | 69' |
| Н                |  | Анатолій Кожемякін   |  |     |
| Н                |  | Володимир Козлов     |  |     |
| Головний тренер: |  |                      |  |     |
| Костянтин Бєсков |  |                      |  |     |